# Іст-Флет-Рок (Північна Кароліна)
Іст-Флет-Рок (англ. East Flat Rock) — переписна місцевість (CDP) в США, в окрузі Гендерсон штату Північна Кароліна. Населення — 5757 осіб (2020).

## Географія
Іст-Флет-Рок розташований за координатами 35°16′52″ пн. ш. 82°25′3″ зх. д. / 35.28111° пн. ш. 82.41750° зх. д. (35.281157, -82.417476).  За даними Бюро перепису населення США в 2010 році переписна місцевість мала площу 11,14 км², з яких 11,11 км² — суходіл та 0,03 км² — водойми.

## Демографія
Згідно з переписом 2010 року, у переписній місцевості мешкало 4995 осіб у 1972 домогосподарствах у складі 1307 родин. Густота населення становила 448 осіб/км².  Було 2281 помешкання (205/км²).
Расовий склад населення:
| - 80,6 % — білих - 4,1 % — чорних або афроамериканців - 0,7 % — азіатів - 0,4 % — вихідців з тихоокеанських островів - 0,4 % — корінних американців - 10,6 % — осіб інших рас |

До двох чи більше рас належало 3,2 %. Частка іспаномовних становила 22,4 % від усіх жителів.
За віковим діапазоном населення розподілялося таким чином: 24,2 % — особи молодші 18 років, 60,4 % — особи у віці 18—64 років, 15,4 % — особи у віці 65 років та старші. Медіана віку мешканця становила 37,6 року. На 100 осіб жіночої статі у переписній місцевості припадало 97,3 чоловіків;  на 100 жінок у віці від 18 років та старших — 92,7 чоловіків також старших 18 років.
Середній дохід на одне домашнє господарство  становив 40 836 доларів США (медіана — 26 193), а середній дохід на одну сім'ю — 54 418 доларів (медіана — 33 803). За межею бідності перебувало 28,7 % осіб, у тому числі 47,0 % дітей у віці до 18 років та 5,4 % осіб у віці 65 років та старших.
Цивільне працевлаштоване населення становило 1416 осіб. Основні галузі зайнятості: освіта, охорона здоров'я та соціальна допомога — 30,6 %, будівництво — 20,8 %, роздрібна торгівля — 12,2 %, науковці, спеціалісти, менеджери — 10,9 %.